# Antonio Castillo (beisbolista)
Antonio José Castillo Jiménez (Quíbor, estado Lara, Venezuela, 1 de marzo de 1963) es un ex-lanzador relevista zurdo venezolano. En 1993 se convirtió en el primer lanzador venezolano en ganar un partido de la Serie Mundial.

## Carrera

### Grandes Ligas
Estuvo en las Grandes Ligas durante diez temporadas en las que jugó 403 partidos, 218 de ellos con los Azulejos de Toronto. Antonio Castillo tiene una marca de 28 ganados y 23 perdidos, así como una efectividad (ERA) de 3.93.
Sus equipos fueron:
- Azulejos de Toronto (1988–1989)
- Bravos de Atlanta (1989–1991)
- Mets de Nueva York (1991)
- Azulejos de Toronto (1993–1996)
- Medias Blancas de Chicago (1996–1998)

En la Serie Mundial de béisbol de 1993, Antonio Castillo fue lanzador de los Azulejos en el cuarto juego contra los Phillies de Filadelfia, celebrado el 20 de octubre de 1993. Castillo ganó el encuentro y quedó con una marca en la Serie Mundial de 1 victoria y 0 derrotas, efectividad de 8.10, y permitió tres carreras en 3 innings y un tercio. La Serie Mundial de 1993 fue obtenida por los Azulejos al vencer a los Phillies en seis partidos.

### Liga Venezolana de Béisbol
En la Liga Venezolana de Béisbol Profesional fue jugador de los Cardenales de Lara desde la temporada 1982/1983 hasta la temporada 1999/2000 para un total de 17 temporadas. Dejó registro en la temporada regular de 53 ganados y 33 perdidos en 172 partidos, con una efectividad de 2.86. En la postemporada, participó en 58 juegos, con una marca de 16 ganados y 7 perdidos, y con una efectividad de 2.53.
Fue premiado como Lanzador del Año (1992-1993) y Guante de Oro (1994-1995).
En la temporada 2013/2014, Antonio Castillo se desempeñó como asesor del cuerpo de pitcheo de los Cardenales de Lara.